# Campionati mondiali di pentathlon moderno 2019
I campionati mondiali di pentathlon moderno 2019 si sono svolti dal 2 al 9 settembre 2019 a Budapest, in Ungheria.

## Medagliere
| Pos.   | Paese         | Oro | Argento | Bronzo | Totale |
| ------ | ------------- | --- | ------- | ------ | ------ |
| 1      | Bielorussia   | 2   | 0       | 1      | 3      |
| 2      | Corea del Sud | 1   | 1       | 2      | 4      |
| 3      | Francia       | 1   | 1       | 0      | 2      |
| 4      | Germania      | 1   | 0       | 1      | 2      |
| 5      | Egitto        | 1   | 0       | 0      | 1      |
| 5      | Messico       | 1   | 0       | 0      | 1      |
| 7      | Gran Bretagna | 0   | 2       | 2      | 4      |
| 8      | Ungheria      | 0   | 2       | 0      | 2      |
| 9      | Italia        | 0   | 1       | 0      | 1      |
| 10     | Russia        | 0   | 0       | 1      | 1      |
| Totale | Totale        | 7   | 7       | 7      | 21     |

## Podi

### Maschili
| Evento      | Oro                                                 | Perform. | Argento                                         | Perform. | Bronzo                                             | Perform. |
| Individuale | Valentin Belaud Francia                             | 1468     | Joseph Choong Gran Bretagna                     | 1453     | Jun Woong-tae Corea del Sud                        | 1452     |
| Squadre     | Corea del Sud Jun Woong-tae Jung Jin-hwa Lee Ji-hun | 4309     | Ungheria Bence Demeter Róbert Kasza Ádám Marosi | 4272     | Gran Bretagna Joe Choong James Cooke Thomas Toolis | 4258     |
| Staffetta   | Germania Patrick Dogue Alexander Nobis              | 1506     | Corea del Sud Jun Woong-tae Jung Jin-hwa        | 1482     | Russia Danil Kalimullin Aleksander Lesun           | 1475     |

### Femminili
| Evento      | Oro                                                                | Perform. | Argento                                                 | Perform. | Bronzo                                                  | Perform. |
| Individuale | Volha Silkina Bielorussia                                          | 1368     | Elena Micheli Italia                                    | 1357     | Kate French Gran Bretagna                               | 1357     |
| Squadre     | Bielorussia Volha Silkina Anastasija Prakapenka Iryna Prasiantsova | 4007     | Gran Bretagna Kate French Joanna Muir Francesca Summers | 3991     | Germania Rebecca Langrehr Janine Kohlmann Annika Schleu | 3933     |
| Staffetta   | Messico Mariana Arceo Mayan Oliver                                 | 1338     | Ungheria Luca Barta Kamilla Réti                        | 1329     | Corea del Sud Jeong Mi-na Kim Un-ju                     | 1326     |

### Misti
| Evento    | Oro                                   | Perform. | Argento                                | Perform. | Bronzo                                          | Perform. |
| Staffetta | Egitto Eslam Hamad Salma Abdelmaksoud | 1463     | Francia Valentin Belaud Élodie Clouvel | 1454     | Bielorussia Ilya Palazkov Anastasija Prakapenka | 1448     |